# Hipólita Trivulzio
Hipólita Trivulzio (1600 – 20 de Junho de 1638) foi a esposa do príncipe Honorato II de Mônaco e Princesa Consorte de Mônaco de 1616 até sua morte.

## Biografia
Hipólita era a única filha de Carlos Emanuel Teodoro Trivulzio, Conde de Melzo, e Catarina Gonzaga. Sua família era originária de Milão. Seu irmão mais velho foi João Jaime Teodoro Trivulzio.
Ela casou-se com Honorato II, Príncipe de Mônaco em 13 de Fevereiro de 1616. Casal teve apenas um filho. Hipólita foi descrita como "recatada, magra, de cabelos escuros, uma beleza em potencial e religiosa", e o casamento foi dito como feliz. Enquanto Honorato II redecorava a residência principesca introduzindo vários costumes da corte francesa, Hipólita comparecia a cerimônias religiosas oficiais afim de encorajar sentimentos nacionalistas e monárquicos na população monegasca para com a dinastia. Hipólita teve um maior papel público do que suas predecessoras.
A princesa Hipólita faleceu no dia 20 de Junho de 1638, em Mônaco, aos 37 anos.

## Descendência
De seu matrimônio com Honorato de Mônaco, nasceram:
- Hércules Grimaldi, Marquês de Baux, nascido em 1623.